# Gen reporterowy
Gen reporterowy – gen wizualizujący; jeden z rodzajów genów markerowych i markerów molekularnych, ważne "narzędzie" inżynierii genetycznej i biologii molekularnej. Wprowadza się go sztucznie na drodze genetycznej transformacji do organizmu-biorcy. 
Dobrze dobrany gen reporterowy wykazuje następujące cechy: 
1. nie występuje naturalnie u organizmu-biorcy, pojawia się u niego dopiero w następstwie udanej transformacji
2. dostarcza produktu dającego łatwo dostrzegalną fenotypową zmianę, np. powoduje syntezę jakiegoś barwnika albo świecenie
3. nie powoduje żadnych zakłóceń fizjologicznych w organizmie-biorcy
4. jego produkt jest stosunkowo nietrwały,
5. kodowane przez ten gen białko zachowuje swoją aktywność po przyłączeniu do jego końca (N lub C) innego peptydu.

Zwykle przez gen reporterowy rozumiana jest właściwie część kodująca jakiegoś genu spełniającego powyższe warunki. Można przed wprowadzeniem go do organizmu-biorcy połączyć (zligować) gen reporterowy z promotorem innego genu, dającego trudno wykrywalny produkt. 
Połączenie fragmentów różnych genów nazywa się chimerą genową lub fuzją genową.  Wprowadzenie do organizmu-biorcy chimery genowej zawierającej badany promotor i połączony z nim gen reporterowy powoduje, że łatwo wykrywalny produkt genu reporterowego pojawiać się będzie w tych wszystkich tkankach i okolicznościach, w których uaktywnia się gen-dawca badanego promotora. Można więc użyć genu reporterowego do zbadania czynników warunkujących uaktywnianie się innego, trudniejszego do analizy genu.
Czasami gen reporterowy łączony jest z bardzo silnym promotorem konstytutywnym, co powoduje, że działa nieustannie praktycznie we wszystkich typach komórek. Tego typu chimery genowe (promotor konstytutywny + gen reporterowy) bywają wykorzystywane do oceny wydajności i doskonalenia metod transformacji genetycznej. Liczba komórek wykazujących aktywność genu reporterowego jest miarą wydajności transformacji.